# Манфред Тиллиц
Манфред Тиллиц е германски предприемач и общественик, почетен гражданин на Горна Оряховица.

## Биография
Роден на 8 ноември 1939 г. в град Енепетал, Германия. Самият той е търговец на стоки за бита, занимава се със селскостопанско производство като частен фермер. В родния си град е изявен общественик, свързан с културния живот и с благотворителността. Ценител е на изкуството и го подпомага всячески. Бил е и кмет на родния си град.
От 1983 г. осъществява контакти с хор „Славянско единство“ от Горна Оряховица по време на фестивал в Полша, в който участва и оркестърът на шестте дъщери на г-н Тиллиц. Разменят се концерти между двата състава. По-късно по лична инициатива на Манфред Тиллиц и с помощта на Бундестага се набират средства и се доставят за нуждите на горнооряховската болница и социални домове помощи (вече в размер на над 1 милион и половина лева) изразени в апаратура, консумативи, храни, облекла и парични средства за социалнослаби ученици в Горна Оряховица.
В родния му град го наричат Манфред Българина. През 1998 г. е удостоен със званието почетен гражданин на Горна Оряховица с благодарност за хуманитарната му дейност към града.